# Canon EOS 40D
De Canon EOS 40D is een digitale 10,1 megapixel-spiegelreflexcamera voor semiprofessioneel gebruik.
De camera werd gelanceerd op 20 augustus 2007 en was aan het eind van die maand verkrijgbaar in de winkels. Het is de opvolger van de 30D uit 2006. Net als zijn voorganger maakt hij gebruik van een APS-C-sensor, met als gevolg dat de sensor een cropfactor van 1,6x veroorzaakt. Op de camera kunnen lenzen van de typen EF en EF-S worden aangesloten.

## Verbeteringen
Veranderingen in de 40D ten opzichte van de 30D betreffen onder andere een toename van het aantal pixels (van 8,2 naar 10,1 megapixels) en sensor met een betere ruis-onderdrukking. De 40D heeft een grotere geheugenbuffer dan de 30D en ook de maximale hoeveelheid beelden per seconde is verhoogd van 5 naar 6,5.